# Сінкен Гопп
Сінкен Гопп справжнє ім'я: Сіґне Марі Брокманн (норв. Zinken Hopp; 9 січня 1905 року, Улленсванг — 3 вересня 1987 року, Берген) — норвезька письменниця, поетеса, драматург, відома авторка дитячих книг.

## Життєпис
Сінкен Гопп народилась 9 січня 1905 року в сім'ї літераторів і мандрівників. Її батько, Дидерик Брокманн, був моряком, письменником, редактором журналу, який опублікував у 1908 році першу у своєму роді збірку «Shantimanden». Окрім цього Дидерик написав низку книг з історії морської мови і термінології. Дід Синкен, Джон Брокманн, теж був письменником, а її бабуся перекладала норвезькою мовою Конан Дойля. Старший брат Сінкен Гопп, Одд Брокман, був широко відомий, як художник і архітектор. Він часто допомагав сестрі, ілюструючи написані нею дитячі книги. У 1925 році Синкен  поступила в Національний коледж мистецтва і дизайну в Осло, але не закінчила його, натомість вона подалась у подорож. Вона відвідала такі країни, як Велика Британія, Іспанія, Франція, Данія, Греція, Китай та Ісландія. У 1932 році Синкен повернулася на батьківщину, вийшла заміж Эйнара Мейделл Гоппа і оселилася у Бергені.

## Творчість
Сінкен Гопп увійшла в літературу в 1930 році зі збірками віршів «Гувернанткини вірші» та «Вигляд на гірську рівнину». Ці збірки вийшли під справжнім ім'ям авторки. У 1933 році вийшла збірка «Кухонні вірші» під псевдонімом Сінкен Гопп. У 1935 році вийшла нова збірка «…як не дивно!» 1943 рік ознаменований для авторки Хопп тим, що вона вийшла на новий рівень творчості і опублікувала дебютну книгу для дітей, ілюстровану братом Оддом. Також з 1943 року вона почала адаптувати для дітей скандинавську міфологію, і паралельно продовжувала успішну роботу в жанрі пародії. У 1948 році вийшла чарівна казка «Trollkrittet»(«Чарівна крейда»), яка прославила її на весь світ, була перекладена більш ніж двадцятьма мовами. Цією книгою вона отримала репутацію провідного норвезького автора літератури абсурду і увійшла в когорту провідних дитячих письменників Скандинавії і всього світу.
Сінкен Гопп вела дуже насичене і різнобічне життя. Вона писала статті, есе, лекції, короткі оповідання і вірші для газет, журналів і альманахів. Синкен була відомою радіоведучою, впродовж тривалого часу викладала історію мистецтва в Академії мистецтв у Бергені. У 1961 році вона брала участь в популярній телевікторині «Double Or Nothing» і виграла 10 000 крон, відповівши на усі питання теми «Костюми протягом віків». У 1948 році письменниця видала сатиричний роман «Нагорода за доброчесність», який був схвально зустрінутий критиками. Проте найбільший успіх принесли письменниці все ж таки книги для дітей. Вона написала продовження казки «Чарівна крейда»  — «Юн і Софус». Крім того, Сінкен Гопп написала декілька біографічних книг про відомих діячів норвезької культури. Вона була відомим театральним оглядачем.

## Переклади
Сінкен Гопп також займалась перекладацькою діяльністю: перекладала оповідання, казки, міфи і п'єси. Найвідоміший її переклад книги Льюїс Керролл «Аліса в країні див». Також вона переклала «Вітер у вербах» Кеннета Грема, «Пітера Пена» Джеймса Метью Баррі і «Доктора Дулітла» Г'ю Лофтінга.
Українською перекладено «Диво-крейда» та «Юн і Софус»

## Вшанування
У Норвегії були урочистості з приводу століття письменниці. До цієї дати була у 2005 році видана збірка виданих текстів «Сінкен» (Zinken).